# Zdzisław Henneberg

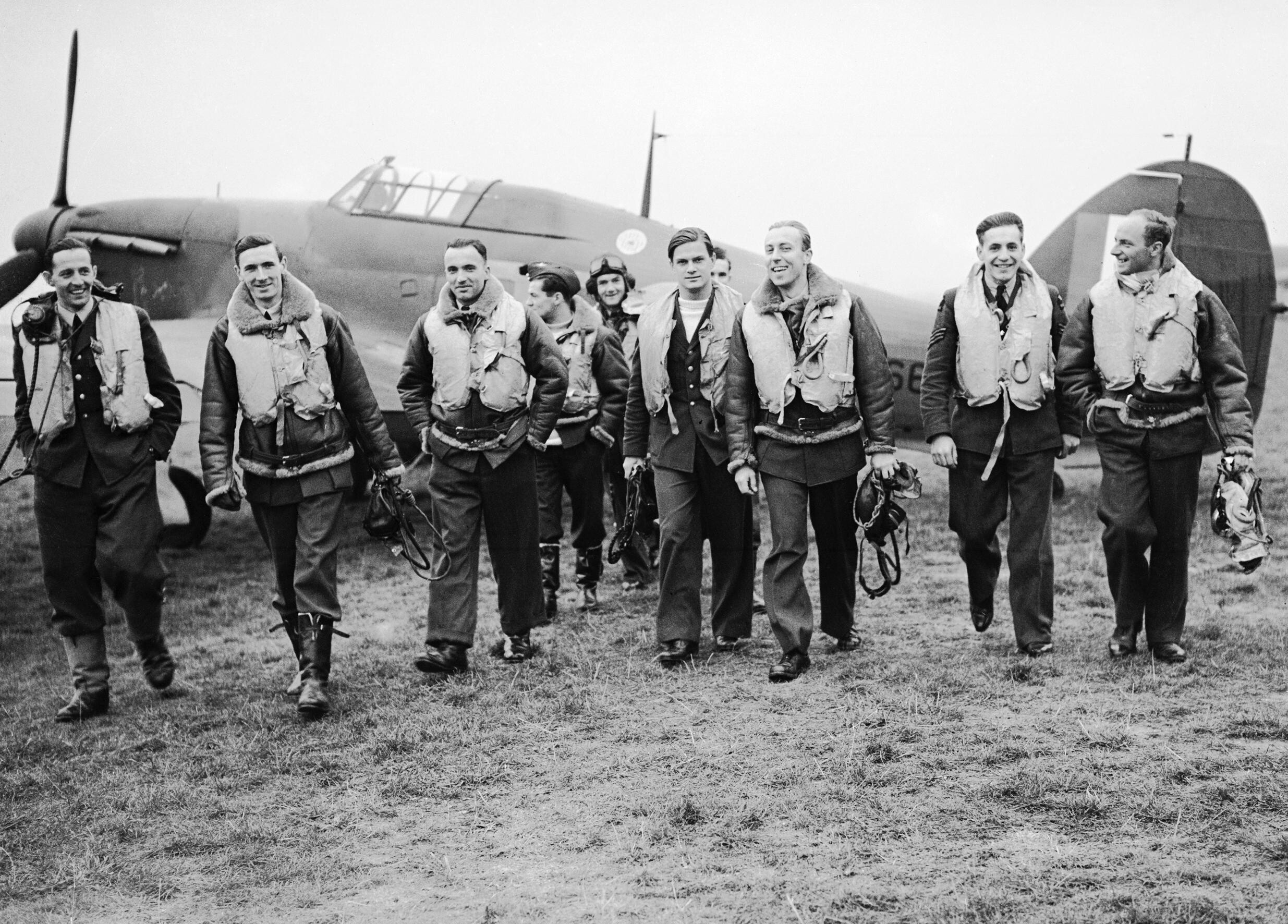
Zdzisław Henneberg (trzeci z prawej)

Zdzisław Karol Henneberg (ur. 11 maja 1911 w Warszawie, zm. 12 kwietnia 1941) – kapitan pilot Wojska Polskiego II RP, major (ang. Squadron Leader) Królewskich Sił Powietrznych, as myśliwski II wojny światowej, kawaler Krzyża Srebrnego Orderu Wojennego Virtuti Militari.

## Życiorys
Ukończył w Warszawie szkołę powszechną i gimnazjum im. Jana Zamoyskiego. Maturę uzyskał w 1930 roku. Rok później wstąpił do dęblińskiej Szkoły Podchorążych Lotnictwa, kończąc ją ze stopniem podporucznika obserwatora i 3. lokatą. Odbył kurs pilotażu w Centrum Wyszkolenia Lotnictwa nr 1 w Dęblinie (CWL-1) i ukończył Wyższą Szkołę Pilotażu w Grudziądzu. W sierpniu 1934 r., otrzymawszy awans do stopnia podporucznika, został przydzielony do 1 pułku lotniczego w Warszawie. Służąc tam, kontynuował edukację w zakresie pilotażu, a także latał sportowo na szybowcach. Na stopień porucznika został mianowany ze starszeństwem z 19 marca 1938 i 22. lokatą w korpusie oficerów lotnictwa, grupa liniowa. W marcu 1939 pełnił służbę w Centrum Wyszkolenia Lotnictwa nr 1 w Dęblinie na stanowisku dowódcy IV plutonu 2. eskadry 1. dywizjonu Szkoły Podchorążych Lotnictwa–Grupa Taktyczna (Liniowa).
Tuż po wybuchu II wojny światowej, będąc już porucznikiem i instruktorem w Dęblinie, zgłosił się ochotniczo do roli pilota bojowego – walczył w ramach tzw. grupy dęblińskiej – jednostki sformowanej doraźnie z instruktorów CWL-1. Po agresji ZSRR ewakuował się do Rumunii, a następnie przedostał do Francji. Tam przeszedł szkolenie w zakresie pilotowania myśliwca MS.406. Następnie, już po napaści niemieckiej na Francję, powierzono mu sformowanie klucza myśliwskiego (IV Klucz Kominowy „He” w Chateauroux (ELD/Chateauroux)) na maszynach MB.152 z zadaniem ochrony zakładów lotniczych Bloch. Na tych właśnie myśliwcach Henneberg, wspólnie z por. Arsenem Cebrzyńskim, zaliczył swoje pierwsze zestrzelenie. „Ofiarą” polskich pilotów padł bombowiec He 111.
17 czerwca francuski personel lotniska odjechał, pozostawiając Polaków bez rozkazów i zaopatrzenia. W tej sytuacji Henneberg zdecydował się na ewakuację do Anglii. Dotarł tam wraz z trzema innymi pilotami po międzylądowaniu w Bordeaux. Była to jedyna ewakuacja Polaków z Francji do Anglii na pokładzie samolotu. W RAF otrzymał numer służbowy P1393.
2 sierpnia 1940 r. został pilotem i dowódcą eskadry dywizjonu 303. Pierwsze zestrzelenie w Anglii uzyskał 31 sierpnia, podczas pierwszej misji operacyjnej dywizjonu. 21 października tymczasowo objął dowództwo dywizjonu w miejsce Witolda Urbanowicza. Zdał je kpt. Adamowi Kowalczykowi 7 listopada tego samego roku. Odzyskał je, już na stałe, 20 lutego 1941 roku.
12 kwietnia 1941 roku prowadził sześć Spitfire'ów nad Francję dla atakowania lotnisk w Le Touquet i Crecy. W czasie ataku maszyna Henneberga została uszkodzona przez artylerię przeciwlotniczą. Pilotowi udało się „wyciągnąć” maszynę poza okupowaną Francję, ale musiał ją posadzić na wodach kanału La Manche w odległości ok. 20 km od Dungeness. Towarzyszący Hennebergowi por. Zbigniew Kustrzyński widział dowódcę unoszącego się w kapoku, wobec czego zameldował jego pozycję przez radio i wrócił do Anglii. Trwające dwa dni poszukiwania nie przyniosły jednak skutku. Ciała Henneberga nigdy nie odnaleziono.
Wizerunek pilota został umieszczony na samolocie myśliwskim MiG-29 nr 59 z 23 Bazy Lotnictwa Taktycznego.

## Zestrzelenia
Na liście Bajana sklasyfikowany został na 16. pozycji z 8 i 1/2 pewnymi zestrzeleniami samolotów Luftwaffe, 1 prawdopodobnie i 1 uszkodzeniem.
Zestrzelenia pewne
- 1/2 He 111 – 5 czerwca 1940 (wspólnie z por. Arsenem Cebrzyńskim)
- Bf 109 – 31 sierpnia 1940 (zestrzelił Bf 109E-1 nr 3175 z 4/JG3)
- Bf 109 – 7 września 1940 (pilotował Hurricane'a nr V6605)
- He 111 i Bf 109 – 11 września 1940
- Bf 109 i Do 215 – 15 września 1940 (pilotował Hurricane'a nr P3120)
- Bf 109 – 27 września 1940 (pilotował Hurricane'a nr V7246, zestrzelił Bf 109E-4 nr 5333 z 3/JG27)
- Bf 110 – 5 października 1940 (pilotował Hurricane'a nr V6644, zestrzelił Bf-110D/0 nr 3598 z 1/Erprgr.210)

Zestrzelenia prawdopodobne
- Bf 109 – 7 września 1940 (pilotował Hurricane'a nr V6605)

Uszkodzenia
- Bf 109 – 2 września 1940 (pilotował Hurricane'a nr V7246, uszkodził Bf 109E-4 nr 1469 z 6/JG3)

## Ordery i odznaczenia
- Krzyż Srebrny Orderu Wojennego Virtuti Militari (23 grudnia 1940)
- Krzyż Walecznych (trzykrotnie) 1 lutego 1941[5]
- brytyjski Distinguished Flying Cross (jako jeden z pięciu pierwszych Polaków, 30 października 1940)
- francuski Croix de Guerre